# Albert J. Pearson

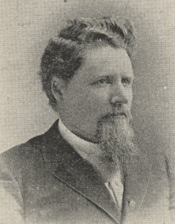
Albert J. Pearson

Albert Jackson Pearson (* 20. Mai 1846 in Centerville, Belmont County, Ohio; † 15. Mai 1905 in Woodsfield, Ohio) war ein US-amerikanischer Politiker. Zwischen 1891 und 1895 vertrat er den Bundesstaat Ohio im US-Repräsentantenhaus.

## Werdegang
Noch in seiner Kindheit zog Albert Pearson mit seinen Eltern nach Beallsville, wo er die öffentlichen Schulen besuchte. Danach besuchte er die Normal School in Lebanon. Während der Endphase des Bürgerkrieges diente er im Jahr 1865 im Heer der Union. Nach einem anschließenden Jurastudium und seiner 1868 erfolgten Zulassung als Rechtsanwalt begann er in Woodsfield in diesem Beruf zu arbeiten. Zwischen 1871 und 1877 war er Staatsanwalt im dortigen Monroe County. Gleichzeitig schlug er als Mitglied der Demokratischen Partei eine politische Laufbahn ein. In den Jahren 1881 und 1882 saß er im Senat von Ohio. Von 1884 bis 1890 amtierte er als Nachlassrichter im Monroe County.
Bei den Kongresswahlen des Jahres 1890 wurde Pearson im 17. Wahlbezirk von Ohio in das US-Repräsentantenhaus in Washington, D.C. gewählt, wo er am 4. März 1891 die Nachfolge von Joseph D. Taylor antrat.  Nach einer Wiederwahl im 16. Distrikt konnte er bis zum 3. März 1895 zwei Legislaturperioden im Kongress absolvieren. Im Jahr 1894 verzichtete er auf eine weitere Kandidatur. Nach seiner Zeit im US-Repräsentantenhaus praktizierte Pearson wieder als Anwalt. Er starb am 15. Mai 1905 in Woodsfield, wo er auch beigesetzt wurde.